# Crileno
El crileno es una mezcla gaseosa combustible compuesta esencialmente por acetileno y etileno.
Empleado con un soplete, reemplaza al acetileno en las aplicaciones de éste, excepto en aquellas de soldadura. Este gas se sirve en forma de líquido criogénico a una temperatura del orden de 100 °C. Solo se suministra a granel y en grandes cantidades, por lo que solo se destina a grandes consumidores.
- Datos: Q5790904